# Taça Estado do Amazonas de Futebol
A Taça Estado do Amazonas ou algumas vezes Taça Amazonas ou Taça do Primeiro Turno é um torneio de futebol realizado em anexo ao Campeonato Amazonense de Futebol como sua primeira parte, sempre que este foi dividido em dois  ou mais módulos(turnos). Assim como qualquer competição oficial de futebol do estado do Amazonas, é organizada pela Federação Amazonense de Futebol e atualmente seu campeão obtém vaga no Campeonato Brasileiro de Futebol - Série D e na Copa do Brasil de Futebol, além da vaga na final estadual. 

## O Primeiro Turno
O Campeonato Amazonense de Futebol ainda no amadorismo era dividido em módulos que premiavam seu campeão com direito à final do campeonato, e depois de alguns anos foi convencionado pela FAF que o Primeiro Turno do Estadual seria nomeado como "Taça Estado do Amazonas" e geralmente premia seu campeão com vagas em torneios nacionais e regionais. A formula do torneio variou muito ao longo dos anos, em sua maioria sendo por pontos corridos e dando ao Campeão ou aos melhores posicionados vagas nas finais...

## Anos
Listados apenas os campeões da fase profissional.
| Edição | Ano  | Campeão                  | Final              | Vice-campeão          |
| ------ | ---- | ------------------------ | ------------------ | --------------------- |
| 1ª     | 1963 | Nacional (Manaus)        | Pontos Corridos    | Rio Negro (Manaus)    |
| 2ª     | 1964 | São Raimundo (Manaus)    | Pontos Corridos    | América (Manaus)      |
| 3ª     | 1965 | Fast Clube (Manaus)      | Pontos Corridos    | Rio Negro (Manaus)    |
| 4ª     | 1966 | Rio Negro (Manaus)       | Pontos Corridos    | São Raimundo (Manaus) |
| 5ª     | 1967 | Nacional (Manaus)        | Pontos Corridos    | Olímpico (Manaus))    |
| 6º     | 1968 | Rio Negro (Manaus)       | Pontos Corridos    | Fast Clube (Manaus)   |
| 7º     | 1969 | Nacional (Manaus)        | Pontos Corridos    | Rio Negro (Manaus)    |
| 8º     | 1970 | Fast Clube (Manaus)      | Pontos Corridos    | Nacional (Manaus)     |
| 9ª     | 1971 | Fast Clube (Manaus)      | Pontos Corridos    | Nacional(Manaus)      |
| 10ª    | 1972 | Fast Clube (Manaus)      | Pontos Corridos    | Rio Negro (Manaus)    |
| 11ª    | 1973 | Rodoviária (Manaus)      | Pontos Corridos    | Nacional (Manaus)     |
| 12ª    | 1974 | Nacional(Manaus)         | Pontos Corridos    | Rio Negro (Manaus)    |
| 13ª    | 1975 | Nacional(Manaus)         | Pontos Corridos    | Rio Negro (Manaus)    |
| 14ª    | 1976 | Rio Negro (Manaus)       | Triangular Final   | Fast Clube (Manaus)   |
| 15ª    | 1977 | Fast Clube (Manaus)      | Pontos Corridos    | Nacional (Manaus)     |
| 16ª    | 1978 | Nacional (Manaus)        | Pontos Corridos    | Fast Clube (Manaus)   |
| 17ª    | 1979 | Nacional(Manaus)         | Triangular Final   | Rio Negro (Manaus)    |
| 18ª    | 1980 | Fast Clube (Manaus)      | Triangular Final   | Nacional(Manaus)      |
| 19ª    | 1981 | Nacional (Manaus)        | Quadrangular Final | Fast Clube (Manaus)   |
| 20ª    | 1982 | Rio Negro (Manaus)       | Quadrangular Final | Nacional (Manaus)     |
| 21ª    | 1983 | Nacional(Manaus)         | Quadrangular Final | Penarol (Itacoatiara) |
| 22ª    | 1984 | Nacional (Manaus)        | 2x0 (D)            | Rio Negro (Manaus)    |
| 23ª    | 1985 | Nacional (Manaus)        | Quadrangular Final | Rio Negro (Manaus)    |
| 24ª    | 1986 | Nacional (Manaus)        | Quadrangular Final | Rio Negro (Manaus)    |
| 25ª    | 1987 | Rio Negro (Manaus)       | Triangular Final   | Nacional (Manaus)     |
| 26ª    | 1988 | Rio Negro (Manaus)       | Triangular Final   |                       |
| 27ª    | 1989 | Princesa (Manacapuru)    | Pontos Corridos    | Rio Negro (Manaus)    |
| 28ª    | 1990 | Rio Negro (Manaus)       | 1x1 (MC)           | Nacional (Manaus)     |
| 29ª    | 1991 | Nacional (Manaus)        | Pontos Corridos    | São Raimundo (Manaus) |
| 30ª    | 1992 | Nacional (Manaus)        | Pontos Corridos    | Rio Negro (Manaus)    |
| 31ª    | 1993 | Sul América (Manaus))    | Pontos Corridos    | Rio Negro (Manaus)    |
| 32ª    | 1994 | Nacional (Manaus)        | Pontos Corridos    | Fast Clube (Manaus)   |
| 33ª    | 1995 | Princesa (Manacapuru)    | Pontos Corridos    | Fast Clube (Manaus)   |
| 34ª    | 1996 | Nacional (Manaus)        | Pontos Corridos    | Fast Clube (Manaus)   |
| 35ª    | 1997 | Princesa (Manacapuru)    | Pontos Corridos    | São Raimundo (Manaus) |
| 36ª    | 1998 | Rio Negro (Manaus)       | Pontos Corridos    | Nacional (Manaus)     |
| 37ª    | 1999 | São Raimundo (Manaus)    | Pontos Corridos    | Rio Negro (Manaus)    |
| 38ª    | 2000 | São Raimundo (Manaus)    | Pontos Corridos    | Nacional (Manaus)     |
| 39ª    | 2001 | Nacional (Manaus)        | Pontos Corridos    | Rio Negro (Manaus)    |
| 40ª    | 2002 | Cliper (Manaus)          | Pontos Corridos    | Nacional (Manaus)     |
| 41ª    | 2003 | Rio Negro (Manaus)       | Pontos Corridos    | Nacional (Manaus)     |
| 42ª    | 2004 | Grêmio Coariense (Coari) | Pontos Corridos    | São Raimundo (Manaus) |
| 43ª    | 2005 | Grêmio Coariense (Coari) | Pontos Corridos    | São Raimundo (Manaus) |
| 44ª    | 2006 | São Raimundo (Manaus)    | Pontos Corridos    | Fast Clube (Manaus)   |
| 45ª    | 2007 | Fast Clube (Manaus)      | Pontos Corridos    | Nacional (Manaus)     |
| 46ª    | 2008 | Fast Clube (Manaus)      | Pontos Corridos    | Nacional (Manaus)>    |
| 47ª    | 2009 | Nacional (Manaus)        | Pontos Corridos    | São Raimundo (Manaus) |
| 48ª    | 2010 | Fast Clube (Manaus)      | Pontos Corridos    | Princesa (Manacapuru) |
| 49ª    | 2011 | Penarol (Itacoatiara)    | 2x1                | Nacional (Manaus)     |
| 50°    | 2012 | Nacional (Manaus)        | 2x1 - 0x1 (5x4p)   | Princesa (Manacapuru) |
| 51º    | 2013 | Princesa (Manacapuru)    | 2x0 - 3x4          | Fast Clube (Manaus)   |
| 52º    | 2014 | Princesa (Manacapuru)    | 0x0 - 0x0 (MC)     | Fast Clube (Manaus)   |
| 53º    | 2015 | Nacional (Manaus)        | Pontos Corridos    | Princesa (Manacapuru) |
| 54º    | 2016 | Fast Clube (Manaus)      | Pontos Corridos    | Nacional (Manaus)     |
| 55º    | 2017 | Rio Negro (Manaus)       | Pontos Corridos    | Princesa (Manacapuru) |
| 56ª    | 2018 | Fast Clube (Manaus)      | 0x0 (MC)           | Penarol (Itacoatiara) |
| 57º    | 2019 | Fast Clube (Manaus)      | 1x1 (MC)           | Penarol (Itacoatiara) |
| 58º    | 2020 | Manaus FC (Manaus)       | 4x1                | Amazonas FC (Manaus)  |

- Em 1966 foram dois turno diretos.
- MC: Campeão por ter tido a melhor campanha na fase classificatória;

### Campeões
| Clube                             | Campeão | Anos dos Títulos                                            | Vice | Anos dos Vices                                  |
| --------------------------------- | ------- | ----------------------------------------------------------- | ---- | ----------------------------------------------- |
| Nacional-AM (Manaus)              | 20      | 63-67-69-74-75-78-79-81-83-84-85-86-91-92-94-96-01-09-12-15 | 16   | 70-71-73-77-80-82-97-90-98-00-02-03-07-08-11-16 |
| Fast Clube (Manaus)               | 12      | 65-70-71-72-77-80-07-08-10-16-18-19-18-19                   | 10   | 68-76-78-81-94-95-96-06-13-14                   |
| Rio Negro-AM (Manaus)             | 10      | 66-68-76-82-87-88-90-98-03-17                               | 15   | 63-65-69-72-74-75-79-84-85-86-89-92-93-99-01    |
| Princesa do Solimões (Manacapuru) | 05      | 89-95-97-13-14                                              | 05   | 88-10-12-15-17                                  |
| São Raimundo-AM (Manaus)          | 04      | 64-99-00-06                                                 | 06   | 66-91-97-04-05-09                               |
| Coariense † (Coari)               | 02      | 2004-05                                                     | 00   |                                                 |
| Penarol (Itacoatiara)             | 01      | 2011                                                        | 03   | 83-18-19                                        |
| Manaus FC (Manaus)                | 01      | 2020                                                        | 00   |                                                 |
| Cliper (Manaus)                   | 01      | 2002                                                        | 00   |                                                 |
| Sul América (Manaus)              | 01      | 93                                                          | 00   |                                                 |
| Rodoviária † (Manaus)             | 01      | 73                                                          | 00   |                                                 |
| Amazonas FC (Manaus)              | 00      |                                                             | 01   | 2020                                            |
| América † (Manaus)                | 00      |                                                             | 01   | 64                                              |
| Olímpico † (Manaus)               | 00      |                                                             | 01   | 67                                              |